# Grand Prix-wegrace van de Verenigde Staten 1990
De Grand Prix-wegrace van de Verenigde Staten 1990 was de tweede race van het wereldkampioenschap wegrace-seizoen 1990. De race werd verreden op 8 april 1990 op Laguna Seca nabij Monterey, Californië, Verenigde Staten.

## Uitslag

### 500 cc
De race moest worden stilgelegd na een zwaar ongeluk van Kevin Magee in de tweede ronde. Hij moest worden overgebracht naar het ziekenhuis, waar hij geopereerd werd aan een bloedstolsel in zijn hersenen en enige tijd in kunstmatige coma werd gehouden.
| Pos | Rijder               | Constructeur | Ronden | Tijd                | Grid | Punten |
| --- | -------------------- | ------------ | ------ | ------------------- | ---- | ------ |
| 1   | Wayne Rainey         | Yamaha       | 35     | 50:55.379           | 2    | 20     |
| 2   | Mick Doohan          | Honda        | 35     | +30.386             | 6    | 17     |
| 3   | Pierfrancesco Chili  | Honda        | 35     | +59.233             | 8    | 15     |
| 4   | Christian Sarron     | Yamaha       | 35     | +1:13.006           | 10   | 13     |
| 5   | Jean-Philippe Ruggia | Yamaha       | 35     | +1:22.592           | 12   | 11     |
| 6   | Juan Garriga         | Yamaha       | 34     | +1 ronde            | 13   | 10     |
| 7   | Randy Mamola         | Cagiva       | 34     | +1 ronde            | 9    | 9      |
| 8   | Alex Barros          | Cagiva       | 34     | +1 ronde            | 15   | 8      |
| 9   | Peter Lindén         | Honda        | 32     | +3 ronden           | 16   | 7      |
| 10  | Nicholas Schmassman  | Honda        | 32     | +3 ronden           | 17   | 6      |
| DNF | Kevin Magee          | Suzuki       |        | Ongeluk             | 7    |        |
| DNF | Kevin Schwantz       | Suzuki       |        | Ongeluk             | 3    |        |
| DNF | Wayne Gardner        | Honda        |        | Ongeluk             | 1    |        |
| DNF | Ron Haslam           | Cagiva       |        | Uitgevallen         | 14   |        |
| DNF | Sito Pons            | Honda        |        | Ongeluk             | 5    |        |
| DNS | Eddie Lawson         | Yamaha       | 0      | Blessure            | 4    |        |
| DNS | Tadahiko Taira       | Yamaha       | 0      | Blessure            | 11   |        |
| DNQ | Hans-Jürg Butz       | Honda        | 0      | Niet gekwalificeerd |      |        |

### 250 cc
| Pos | Rijder            | Constructeur | Ronden | Tijd                | Grid | Punten |
| --- | ----------------- | ------------ | ------ | ------------------- | ---- | ------ |
| 1   | John Kocinski     | Yamaha       | 30     | 44:59.738           | 3    | 20     |
| 2   | Luca Cadalora     | Yamaha       | 30     | +10.669             | 1    | 17     |
| 3   | Wilco Zeelenberg  | Honda        | 30     | +18.004             | 6    | 15     |
| 4   | Reinhold Roth     | Honda        | 30     | +24.978             | 2    | 13     |
| 5   | Dominique Sarron  | Honda        | 30     | +33.546             | 7    | 11     |
| 6   | Carlos Cardús     | Honda        | 30     | +37.191             | 4    | 10     |
| 7   | Helmut Bradl      | Honda        | 30     | +38.196             | 9    | 9      |
| 8   | Jochen Schmid     | Honda        | 30     | +35.798             | 10   | 8      |
| 9   | Andreas Preining  | Aprilia      | 30     | +1:01.707           | 14   | 7      |
| 10  | Martin Wimmer     | Aprilia      | 30     | +1:02.809           | 8    | 6      |
| 11  | Masao Shimizu     | Honda        | 30     | +1:03.917           | 12   | 5      |
| 12  | Loris Reggiani    | Aprilia      | 30     | +1:12.259           | 16   | 4      |
| 13  | Rich Oliver       | Yamaha       | 30     | +1:12.631           | 15   | 3      |
| 14  | Niall Mackenzie   | Yamaha       | 30     | +1:12.962           | 21   | 2      |
| 15  | Carlos Lavado     | Aprilia      | 30     | +1:26.113           | 13   | 1      |
| 16  | Jorge Martínez    | JJ Cobas     | 29     | +1 ronde            | 19   |        |
| 17  | Renzo Colleoni    | Aprilia      | 29     | +1 ronde            | 17   |        |
| 18  | Andrea Borgonono  | Aprilia      | 29     | +1 ronde            | 25   |        |
| 19  | Chris d'Aluisio   | Yamaha       | 29     | +1 ronde            | 29   |        |
| 20  | Bernard Haenggeli | Aprilia      | 29     | +1 ronde            | 22   |        |
| 21  | John Cornwell     | Yamaha       | 29     | +1 ronde            | 28   |        |
| 22  | Urs Jücker        | Yamaha       | 29     | +1 ronde            | 27   |        |
| 23  | Daniel Coe        | Yamaha       | 29     | +1 ronde            | 30   |        |
| DNF | Alan Carter       | Aprilia      |        | Uitgevallen         | 11   |        |
| DNF | Hans Becker       | Yamaha       |        | Uitgevallen         | 23   |        |
| DNF | Àlex Crivillé     | Yamaha       |        | Uitgevallen         | 20   |        |
| DNF | Erich Neumair     | Honda        |        | Uitgevallen         | 24   |        |
| DNF | Harald Eckl       | Aprilia      |        | Uitgevallen         | 18   |        |
| DNS | Jacques Cornu     | Honda        | 0      | Blessure            | 5    |        |
| DNS | Robbie Petersen   | Yamaha       | 0      | Niet gestart        | 36   |        |
| DNS | José Barresi      | Yamaha       | 0      | Niet gestart        | 31   |        |
| DNQ | Darren Milner     | Aprilia      | 0      | Niet gekwalificeerd |      |        |

### Zijspanklasse
| Pos | Rijder             | Bakkenist        | Constructeur   | Punten |
| --- | ------------------ | ---------------- | -------------- | ------ |
| 1   | Alain Michel       | Simon Birchall   | LCR-Krauser    | 20     |
| 2   | Steve Webster      | Gavin Simmons    | LCR-Krauser    | 17     |
| 3   | Steve Abbott       | Shaun Smith      | Windle-Yamaha  | 15     |
| 4   | Markus Egloff      | Urs Egloff       | SMS-Yamaha     | 13     |
| 5   | Derek Jones        | Peter Brown      | LCR-Yamaha     | 11     |
| 6   | Bernd Scherer      | Bruno Hiller     | LCR-Krauser    | 10     |
| 7   | Masato Kumano      | Eckhart Rösinger | LCR-TEC        | 9      |
| 8   | René Progin        | Gary Irlam       | LCR-Krauser    | 8      |
| 9   | Yoshisada Kumagaya | Brian Houghton   | Windle-JPX     | 7      |
| 10  | Theo van Kempen    | Jan Kuyt         | LCR-Krauser    | 6      |
| 11  | Alfred Zurbrügg    | Martin Zurbrügg  | LCR-Krauser    | 5      |
| 12  | Billy Gällros      | Peter Lindén     | Streuer-Yamaha | 4      |
| 13  | Barry Smith        | David Smith      | Windle-ADM     | 3      |
| 14  | Gary Thomas        | Tony Strevens    | LCR-Krauser    | 2      |
| 15  | Wolfgang Stropek   | Karl Paul        | LCR-ADM        | 1      |

1961 · 1962 · 1963 · 1964 · 1965 · 1988 · 1989 · 1990 · 1991 · 1993 · 1994 · 2005 · 2006 · 2007 · 2008 · 2009 · 2010 · 2011 · 2012 · 2013